# Styrax glabrescens
Styrax glabrescens är en storaxväxtart som beskrevs av George Bentham. Styrax glabrescens ingår i släktet Styrax och familjen storaxväxter. Inga underarter finns listade i Catalogue of Life.